# Бужор, Михаил Георгиу

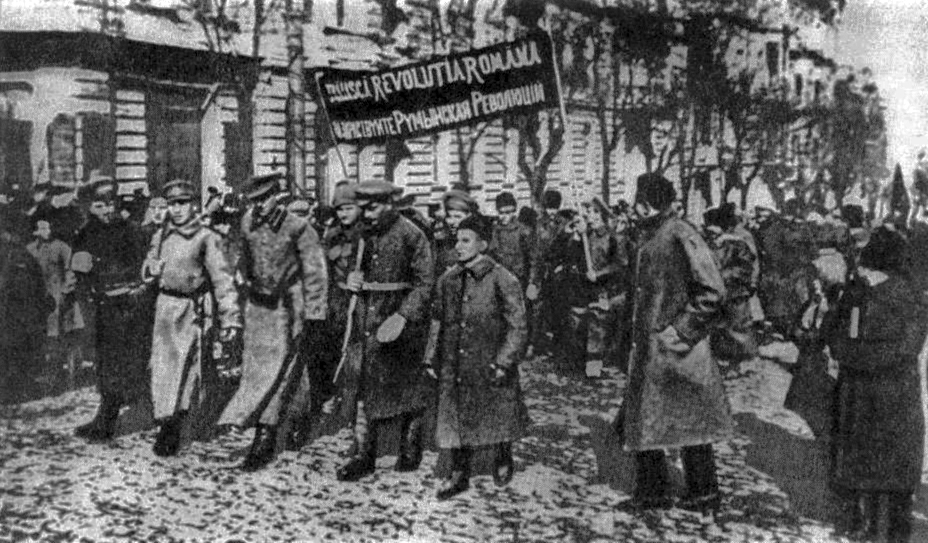
Румынский революционный полк марширует в Одессе в январе 1918 г

Михаил Георгиу Бужор (рум. Mihail Gheorghiu Bujor; 8 ноября 1881, Яссы — 17 июня 1964, Бухарест) — румынский юрист, журналист, редактор, революционер, политик, деятель румынского рабочего движения.

## Биография
Сын мелкого служащего. Изучал право в  Ясском университете, увлекся социалистическими идеями. Стал членом Социал-демократической рабочей партии Румынии.
В 1906—1916 годах — редактор рабочей газеты «Румыния мунчитоаре» (рум. România muncitoare). В своих статьях призывал к расширению рабочего движения в Румынии, оказанию помощи крестьянскому восстанию 1907 г. Вёл активную деятельность в прессе по реорганизации румынского социалистического движения, став одним из признанных его представителей. 
После начала Первой мировой войны Румынская социал-демократическая партия заняла пацифистскую позицию и поддержала нейтралитет Румынии. Михаил Бужор принял участие в чрезвычайном съезде РСДП 1914 года и в Бухарестской межбалканской социалистической конференции в июле 1915 года, которая приняла решительные антивоенные декларации.
Бужор уехал в Молдавию, неоккупированную часть страны. Приветствовал Февральскую революцию 1917 года в России, вступил в контакт с революционными элементами русской армии , дислоцированной в Румынии, и начал бороться за подробные революционные изменения в Румынии.
В начале 1917 г. был арестован. После освобождения весной 1917 г. эмигрировал в Советскую Россию. Был одним из организаторов секции Румынской социал-демократической партии и Румынских революционных батальонов. В декабре 1917 г. как делегат румынских революционеров, находившихся в Одессе, был принят В. И. Лениным. В январе 1918 назначен Советским правительством членом Верховной коллегии по русско-румынским и бессарабским вопросам. В 1920 возвратился на родину и в 1921 вступил в компартию Румынии. В 1920 — начале 1940-х гг. за участие в революционном движении неоднократно арестовывался.
С 1956 г. был депутатом Великого национального собрания Румынской Народной Республики.